# MyFord Touch und MyLincoln Touch

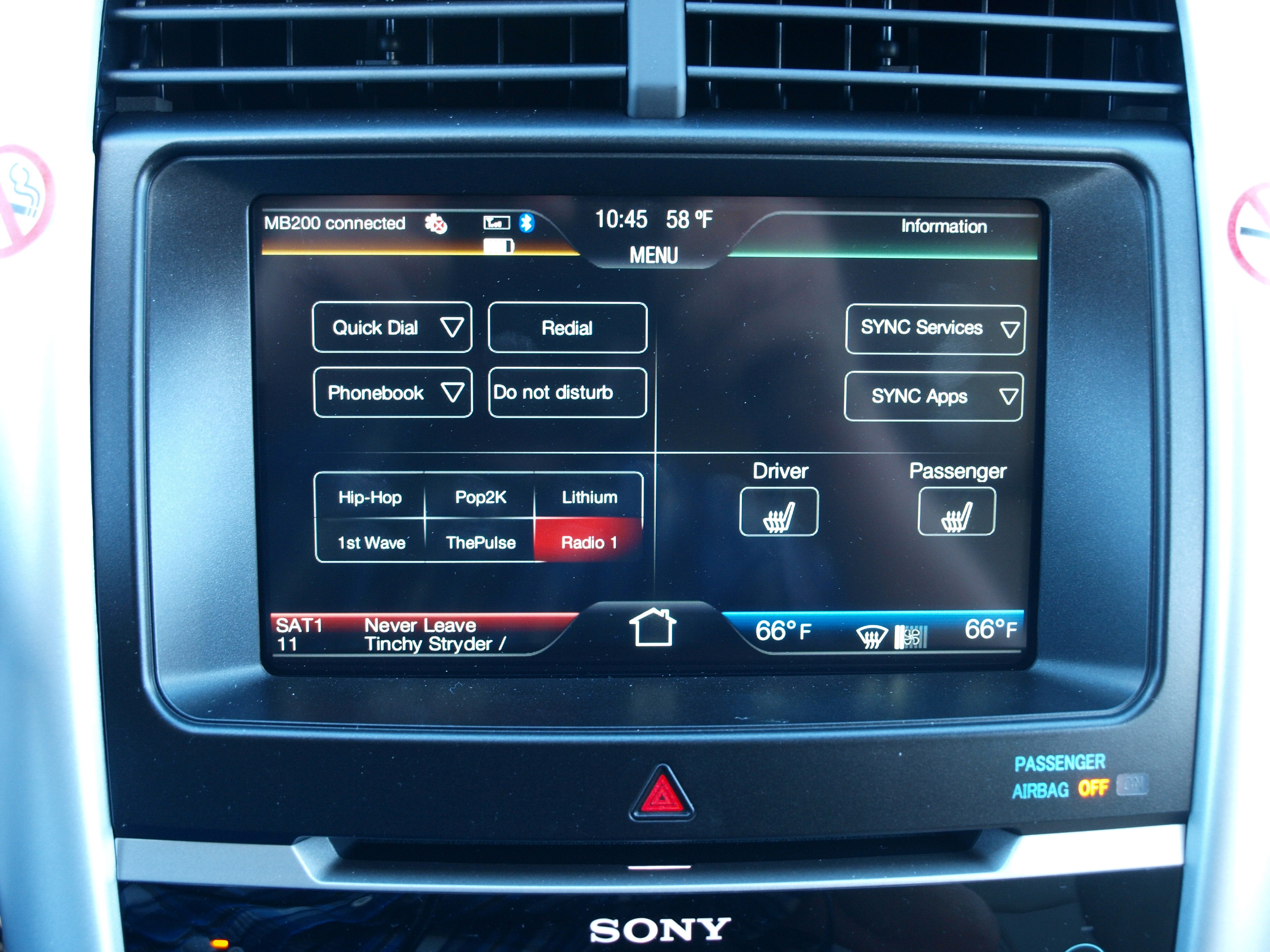
Der 8-Zoll-LCD-Bildschirm des MyFord-Touch-Systems, wie er in einem 2011er Ford Edge implementiert ist

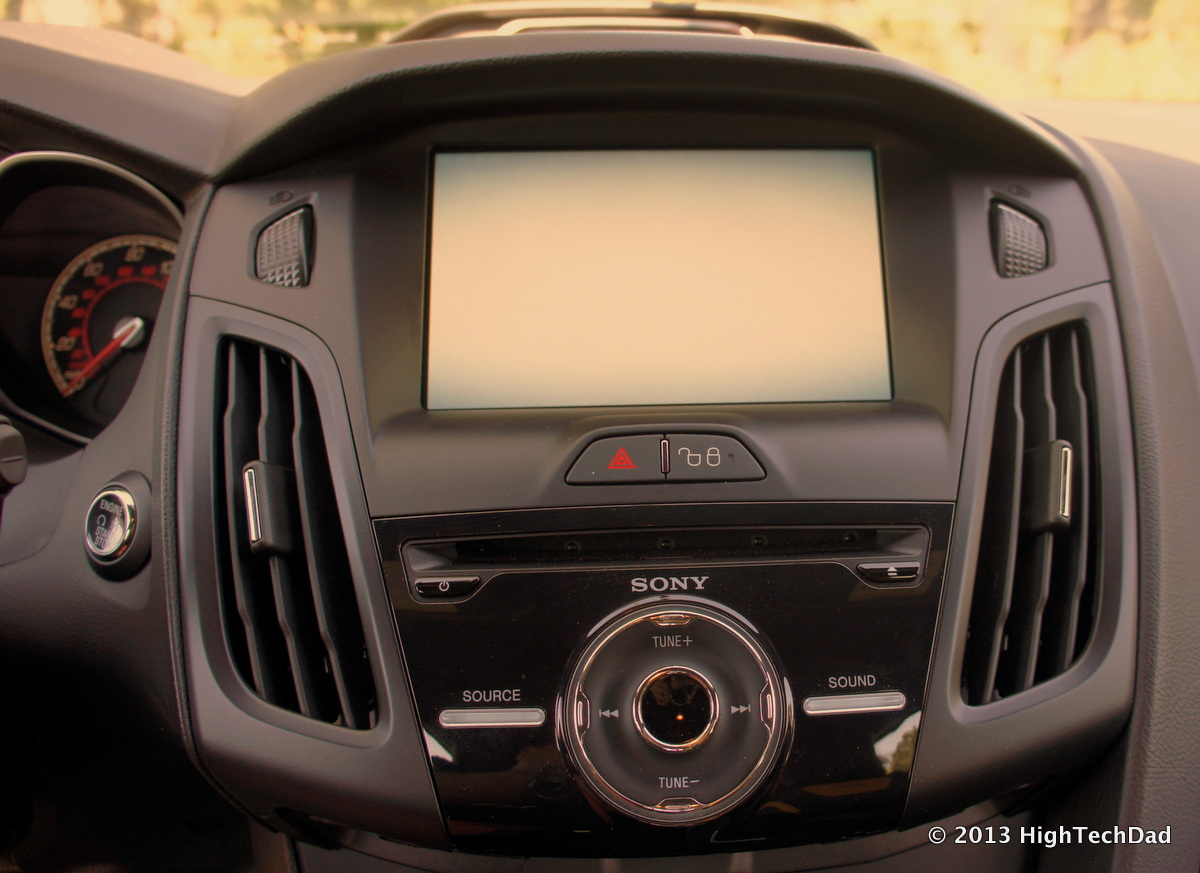
So sehen die Bedienelemente des Focus aus, wenn er mit Sony Sync 2 ausgestattet ist

MyFord Touch (auf Fords Produkten der Marke Lincoln als MyLincoln Touch bezeichnet) ist ein Kommunikations- und Unterhaltungssystem für Fahrzeuge, das von der Ford Motor Company und Lincoln entwickelt wurde und auf Microsoft-Technologien basiert. Die Technologie wurde werkseitig mit Ford-Produktangeboten installiert und basierte auf der Softwareplattform Microsoft Auto 4.0. Er galt als die nächste Generation von Ford Sync. Die im Januar 2010 auf der Consumer Electronics Show (CES) angekündigte Technologie wurde mit dem Ford Edge 2011 eingeführt. Bewertungen von MyFord Touch waren überwiegend negativ. Ein USB-Laufwerk, selbstinstalliertes Software-Upgrade wurde im März 2012 verfügbar. Dieses Update wurde kostenlos an alle Ford-Kunden verschickt, und Ford bot auch die kostenlose Installation des Updates durch jeden Ford-Händler an. Das Update behebt nicht die anhaltenden Probleme mit leichten Berührungskondensatorschaltern (bei so ausgestatteten Autos), die viele Funktionen steuern. Seitdem wurden mehrere Updates veröffentlicht, die eine natürlichere Spracherkennung, eine einfachere Bluetooth-Kopplung und eine Verfeinerung der Bildschirmoberfläche und der Menüs ermöglichten.

## Überblick
MyFord Touch versprach, Fahrern von Ford-Autos zu ermöglichen, nahezu alle Mobiltelefone, PDAs und digitalen Mediaplayer nahtlos in ihre Autos zu integrieren. Die Bedienung dieser Geräte unter Verwendung der fortschrittlichen Ford Sync-Funktionalität erfolgte über Sprachbefehle, Touchscreen-Eingaben, das Lenkrad des Fahrzeugs, Radiosteuerungen, Bluetooth- und Wi-Fi-Konnektivität. MyFord Touch ist auch in der Lage, Textnachrichten zu empfangen und diese Textnachrichten den Fahrzeuginsassen vorzulesen.
Das Versprechen des Systems wurde nicht erfüllt, da sich Tausende von MyFord-Touch-Besitzern darüber beschwerten, dass das System unzuverlässig ist, ohne Vorwarnung abstürzt, nicht auf Befehle reagiert und sich nicht in gängige mobile Geräte wie das integrieren lässt IPhone. Die Ford-Zuverlässigkeitsbewertungen, sowohl von Consumer Reports als auch von J.D. Powers and Associates, sind aufgrund der Mängel im MyFord-Touch-System gesunken, und Consumer Reports empfiehlt, dass Neuwagenkäufer Ford- oder Lincoln-Modelle, die mit MyFord Touch oder MyLincoln Touch ausgestattet sind, nicht in Betracht ziehen.
Als eigenständige Option beträgt der UVP für MyFord Touch 1.000 US-Dollar. Käufer dieser Option erhalten das MyFord-Touch-System mit zwei vom Fahrer konfigurierbaren 4,2-Zoll-LCD-Farbdisplays im Kombiinstrument, einem 8-Zoll-LCD-Farb-Touchscreen in der Mittelkonsole, einem Media-Hub mit 2 USB-Anschlüssen, SD-Kartenleser und Cinch-Video Eingangsbuchsen und 5-Wege-Bedienelemente am Lenkrad.

## Merkmale
- Sprachaktivierte Befehle: Verwendet die Ford Sync-Technologie, um die Klima-, Audio-, Telefon- und Navigationsfunktionen freihändig nur durch die Verwendung ihrer Stimme zu steuern.
  - Bildschirmmenüs begleiten sprachaktivierte Befehle, damit der Fahrer sehen kann, welche Befehle er verwenden kann.
- Verkehr, Wegbeschreibungen und Informationen: Visuelle Präsentation von Ford Sync Verkehrs-, Wegbeschreibungen und Informationsanwendungen.
  - Verkehrsmeldungen – bereitgestellt von INRIX.
  - Kartenbasierte Navigationsanwendung über eine optionale SD-Karte – bereitgestellt von TeleNav (Option kann später zu MyFord Touch hinzugefügt werden, wird aber nicht von Ford-Händlern unterstützt, es erfordert die Installation einer Lizenz).[11]
  - Die SD-Kartennavigation umfasst Dienste wie Wetterkarten, Benzinpreise und Filmlisten – über SIRIUS Travel Link.
- Fahrzeugzustandsbericht: Der Fahrzeugbericht bietet einen personalisierten Online-Bericht für das Fahrzeug, der Fahrzeugdiagnosen, geplante Wartungsarbeiten und Rückrufinformationen enthält. Der Fahrzeugzustandsbericht ermöglicht es Benutzern, einen Autoservice online zu planen, direkt mit dem bevorzugten Autohändler des Benutzers, direkt aus dem personalisierten Online-Bericht. (Außerhalb Nordamerikas nicht verfügbar). Dieser Dienst wurde am 1. August 2018 eingestellt.
- 911 Assist: Eine Form der erweiterten automatischen Kollisionsbenachrichtigung, wenn Sensoren erkennen, dass das Fahrzeug in eine Kollision mit Airbagauslösung verwickelt war, und bei bestimmten Fahrzeugen, bei denen die Notabschaltung der Kraftstoffpumpe aktiviert ist, versetzt 911 Assist den/die Insassen des Autos direkt in Kontakt mit einem 911-Betreiber. 911 Assist bietet ein 10-Sekunden-Fenster, in dem die Bewohner die Möglichkeit haben, den Anruf vor dem Wählen abzubrechen. Wenn die Fahrzeuginsassen nicht sprechen können, übermittelt 911 Assist eine Notfallnachricht an die Notrufzentrale (außerhalb Nordamerikas nicht verfügbar).
- Internetkonnektivität: MyFord Touch bietet volle Wi-Fi-Fähigkeit. Die Technologie umfasst auch Hotspot-Konnektivität, die es anderen Geräten ermöglicht, die Internetverbindung des MyFord-Touch-Systems zu teilen.
  - Unterstützt Bildschirmtastaturen und über USB angeschlossene Tastaturen.
  - RSS-Feed-Aggregator und Text-to-Voice-Reader.
  - Wi-Fi-Hotspot-Funktion im Auto über mobiles USB-Breitbandmodem oder über USB installierte Aircard.
- Medienfunktionen:
  - Zwei USB 2.0-Eingänge, MyFord Touch bietet Kompatibilität mit USB-verbundenen MP3-Playern.
  - SD-Kartensteckplatz
  - RCA-Buchseneingang für Audio und Video (Videoeingang bei einigen Fahrzeugen ab 2014 entfernt)
  - AM/FM-Radio, CD-Player, Sirius-Satellitenradio, HD-Radio-Fähigkeit
  - Internet Media Player mit neuer Podcast-Kategorie ausgestattet
  - Audiounterstützung für Bluetooth Enhanced Data Rate

## MyFord-Touch-Verfügbarkeit

### Nordamerika
- Ford C-Max – ab MJ2013
- Ford Edge – ab MJ2011
- Ford Escape – ab MJ2013
- Ford Expedition – ab MJ2015
- Ford Explorer – ab MJ2011
- Ford F-150 – ab MJ2013
- Ford Fiesta – ab MJ2014
- Ford Flex – ab MJ2013
- Ford Focus – ab MJ2012
- Ford Fusion – ab MJ2013
- Ford Mustang – ab MJ2015
- Ford Super Duty – ab MJ2013
- Ford Taurus – ab MJ2013
- Ford Transit – ab MJ2015
- Ford Transit Connect – ab MJ2014
- Lincoln Continental – ab MJ2017
- Lincoln Navigator – ab MJ2015
- Lincoln MKC – ab MJ2015
- Lincoln MKS – ab MJ2013
- Lincoln MKT – ab MJ2013
- Lincoln MKX – ab MJ2011
- Lincoln MKZ – ab MJ2013

### Asien-Pazifik
- Ford Everest – ab MJ2015 (als SYNC2 gebrandmarkt)
- Ford Ranger – ab MJ2015 (als SYNC2 gebrandmarkt)

### Australien
- Ford Falcon – ab MJ2014 (als SYNC2 gebrandmarkt)
- Ford Territory – ab MJ2014 (als SYNC2 gebrandmarkt)

### Europa
- Ford Focus – ab MY2015 (als SYNC2 gebrandmarkt)
- Ford Mondeo – ab MY2015
- Ford Tourneo Connect – ab MJ2016 (als SYNC2 gebrandmarkt)

## Kritik
Die Unzuverlässigkeit des MyFord-Touch-Systems wurde von JD Powers & Associates als Hauptfaktor genannt, der zu einem Rückgang des Ansehens von Ford in der „Initial Quality Survey“ 2011 von Neuwagenkäufern beigetragen hat. Die Studie stufte die Anfangsqualität von Ford-Fahrzeugen aus dem Jahr 2011 auf Platz 23 ein, verglichen mit dem fünften Platz im Jahr 2010. Das Ranking von Lincoln-Fahrzeugen, einer Ford-Tochtergesellschaft, die ebenfalls das als „MyLincoln Touch“ gebrandete Touch-System verwendet, sank im Laufe des Jahres vom achten auf den 17. Platz Jahr. Consumer Reports empfiehlt, dass niemand in Erwägung zieht, gebrauchte 2011 Ford Edges zu kaufen, die mit MyFord-Touch-Systemen ausgestattet sind. Da Ford die Verfügbarkeit seines MyFord-Touch-Systems auf mehr Fahrzeuge (z. B. den 2013er Ford Flex) ausgeweitet hat, hat Consumer Reports seine Bewertungen für so ausgestattete Fahrzeuge herabgestuft.
Frühe Käufer des MyFord-Touch-Systems der ersten Generation beschwerten sich darüber, dass MyFord-Touch-Systeme ohne Vorwarnung abstürzten, nicht zuverlässig auf Berührungsbefehle reagierten und sich häufig nicht mit Mobiltelefonen und iPods synchronisieren ließen. Das MyFord-Touch-Upgrade vom März 2012 hat einige dieser Leistungsprobleme behoben, aber selbst die neuesten MyFord-Touch-Systeme (z. B. beim Ford Flex 2013) verwenden kapazitive Schalter anstelle von Standardschaltern, denen es an positivem Gefühl fehlt und die extrem schwierig zu bedienen sind mit Handschuhe an.
Die erste Aufnahme des Software-Upgrades vom März 2012, mit dem die Benutzeroberfläche überarbeitet und viele Leistungsprobleme behoben wurden, war weitgehend positiv. Seitdem gab es mehrere inkrementelle Software-Upgrades, die einige Probleme beheben, die das System seit seiner Einführung geplagt haben, wie z. B. Verzögerungen im Touchscreen-Menü und Spracherkennungsbefehle. Es bleiben jedoch Probleme, und einige Besitzer haben weiterhin Schwierigkeiten mit dem System, selbst wenn das neue Upgrade vollständig installiert ist. Als Ergebnis sinkender Zuverlässigkeitsrankings und weit verbreiteter Kundenbeschwerden kündigte Ford an, die Garantie auf das MyFord-Touch-System von drei Jahren und 36.000 Meilen auf fünf Jahre mit unbegrenzten Meilen zu verlängern. Einige Besitzer haben ihre Hoffnung ausgedrückt, dass Ford das MyFord-Touch-System weiter verbessern wird, bis es seine ursprünglichen Designversprechen erfüllt; Inzwischen müssen sich die Besitzer mit verbleibenden Pannen begnügen.
Um die vielen Kritikpunkte an dem von Microsoft betriebenen System auszuräumen, entschied sich Ford, ab 2015 die QNX CAR-Plattform von Blackberry für Infotainment zu verwenden, die von Ford als Sync 3 bezeichnet wird. Dieses QNX-basierte System hat sich als viel reaktionsschneller und reaktionsschneller erwiesen stabil. Leider scheint Ford Besitzern von Fahrzeugen mit MyFord Touch kein Upgrade auf Sync 3 zu gestatten.

## Ende des Lebenszyklus
Ford hat noch nicht bestätigt, wann es offiziell die Produktion von Software-Updates für SYNC2 einstellen wird. Obwohl 3.8 als die letzte offizielle Version galt, wurde am 16. November 2017 Version 3.10 veröffentlicht, um bestimmte Fehler zu beheben. Diese war in Europa nicht leicht verfügbar, da Ford kein Kunden-Self-Service-Portal hat und Händler nicht immer bereit sind, Eingriffe vorzunehmen, aufgrund der sehr langsamen Downloadzeiten für das Update und der niedrigen Erfolgsraten, die zum totalen Ausfall der Einheit führen können. Nur bestimmte Techniker sind für die Durchführung des Upgrades geschult, was zu begrenztem Wissen und natürlicher Vermeidung bei der Durchführung des Upgrades im Falle von Problemen führt. Ein Service-Bulletin bezüglich des Software-Updates schlägt vor, dass das Software-Update nicht durchgeführt werden sollte, es sei denn, es treten spezifische Probleme mit dem Gerät auf. Sobald das Update durchgeführt wurde, ist ein Downgrade nicht mehr möglich.
Aufgrund dieser natürlichen Nachfrage ist das Update inoffiziell auf den meisten Ford-Foren aufgetaucht und wurde von vielen ohne Probleme erfolgreich installiert.

## Einstellung
SYNC2 wurde zum 4. Quartal 2015 offiziell eingestellt und ist nicht mehr als Bestelloption verfügbar. Neufahrzeuge, die mit der Option bestellt und ab Q4 2015 gebaut werden, sollten je nach Bauzyklus automatisch mit SYNC3 ausgestattet werden. Vorhandene Lagerbestände werden für Reparaturen und Ersatz zurückgehalten, da bei frühen Modellen immer noch ein erhebliches Problem besteht und von der Garantie abgedeckt wird, wenn der Kunde den Fehler bemerkt. Dies betrifft nur EU-Modelle und nur in Kombination mit bestimmten anderen Optionen. Z.B. Klimakontrolle. Betroffene Fahrzeuge im Rahmen der Garantie können durch das SYNC3-System ersetzt werden, um die Probleme zu beseitigen, die mit SYNC2 bestehen.
In einem vertraulichen Dokument, das im 1. Quartal 2015 in den USA und im 2. Quartal 2015 in Europa bei Händlern in Umlauf gebracht wurde, wurden die Händler ermutigt, das SYNC2-System voranzutreiben, um die Lagerbestände zu reduzieren, und sie über eine Vorwarnung über die Einstellung im 4. Quartal zu informieren und SYNC3 nur anzubieten, wenn der Kunde ausdrücklich darum bittet. SYNC3 war bereits im 1. Quartal 2015 als Option für bestimmte Modelle bestellbar und wurde im 2. Quartal auf weitere Modelle ausgeweitet.
Bei bestimmten Modellen sind SYNC2 und SYNC3 direkt austauschbar. Bei mit Navigation ausgestatteten Einheiten muss jedoch der USB-Hub ausgetauscht werden. Alle Versionen erfordern den Austausch der GPS-Antenne, die normalerweise im Armaturenbrett versteckt ist.

## SYNC2-Garantie
Alle Einheiten, die ausgefallen sind und für die das Fahrzeug unter Garantie steht, werden natürlich im Rahmen des Garantieprogramms repariert, es ist jedoch wahrscheinlich, dass eine SYNC2-Einheit durch eine SYNC2-Einheit ersetzt wird, sofern der Lagerbestand dies zulässt, es sei denn, es treten wiederholt reproduzierbare Probleme auf und die Der Kunde hat eines der vielen bestehenden Betriebsprobleme bemerkt. Ford hat eine strenge Richtlinie in Bezug auf wiederholte Ausfälle einer Komponente, und dies fällt in diese Kategorie, die den Einbau einer SYNC3-Einheit vorschlägt, wo anwendbar, um weitere Ausfälle zu verhindern, wäre eine geeignete Lösung.
Ein internes Dokument, das im 4. Quartal 2015 in Umlauf gebracht wurde, besagt, dass jedes neue Fahrzeug ab dem 1. Quartal 2016, das bei Lieferung mit SYNC2 ausgestattet ist, im Rahmen der Garantie ersetzt werden sollte. Dies diente dazu, die Chargenbildung und Lagerung von Fahrzeugen, die mit der älteren Option ausgestattet waren, und deren Markteinführung während der Übergangsphase sicherzustellen. Dies schützte auch davor, dass Händler Fahrzeuge vorbestellten und für mögliche zukünftige Bestellungen lagerten.